# Field of Honor (2015)
L'édition 2015 de Field of Honor est une manifestation de catch en pay-per-view (PPV), produite par la fédération américaine Ring of Honor (ROH), disponible en ligne et sur le site de partages vidéo Ustream. Le PPV se déroulera le 22 août 2015 au MCU Park à Brooklyn, dans l'état de New York. Il s'agit de la 2e édition de Field of Honor de l'histoire de la ROH.

## Contexte
Les spectacles de la Ring of Honor en paiement à la séance se composent de matchs aux résultats prédéterminés par les scénaristes de la ROH. Ces rencontres sont justifiées par des storylines - une rivalité avec un catcheur, la plupart du temps - ou par des qualifications survenues au cours de shows précédant l'évènement. Tous les catcheurs possèdent un gimmick, c'est-à-dire qu'ils incarnent un personnage face (gentil) ou heel (méchant), qui évolue au fil des rencontres. Un pay-per-view comme Field of Honor est donc un événement tournant pour les différentes storylines en cours.

### Kazuchika Okada contre Roderick Strong

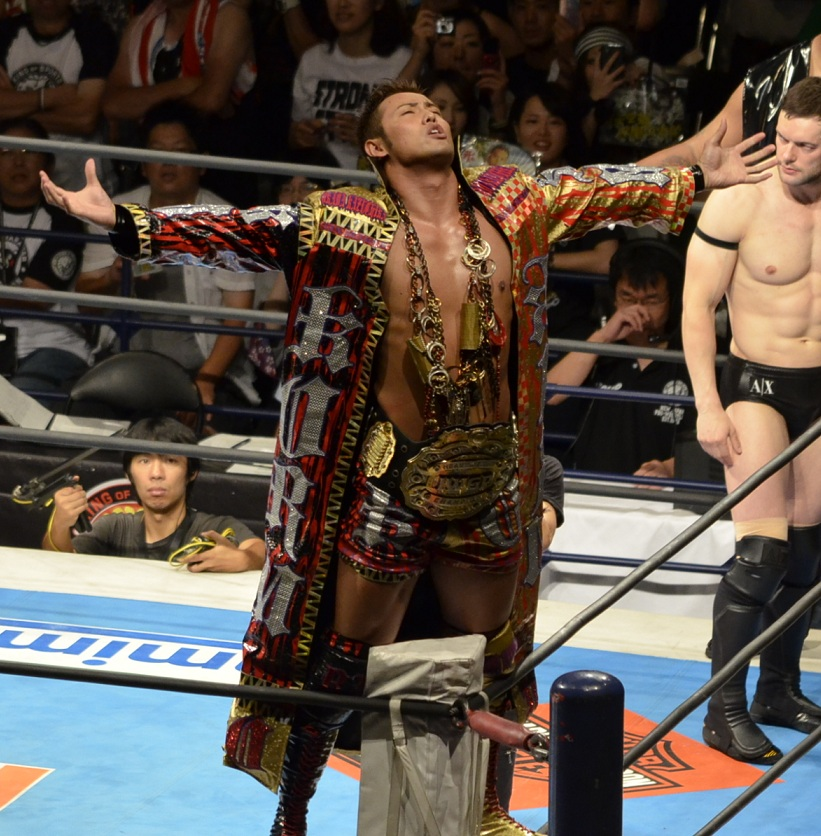
Kazuchika Okada, l'actuel champion poids-lourd de la IWGP, affrontera Roderick Strong.

A Best in the World 2015, Roderick Strong devient challenger pour le ROH World Championship après avoir battu Michael Elgin et Moose. Il affronte Jay Lethal pour le titre mondial lors de Death Before Dishonor XIII mais le match se termine en égalité
. Le 6 juillet, la fédération annonce le retour de Kazuchika Okada, l'actuel champion poids-lourd IWGP, qui n'était pas apparu depuis Global Wars (2015) et fera face à Roderick Strong.

### War Machine contre Killer Elite Squad
La fédération annonce le 6 juillet que les Killer Elite Squad (David Hart Smith et Lance Hoyt) effectueront leurs débuts en pay-per-view contre War Machine (Hanson et Raymond Rowe), après un premier affrontement lors d'un épisode de Ring of Honor Wrestling entre ces deux équipes qui s'était terminé en double disqualification.

### Michael Elgin contre Hirooki Goto
Michael Elgin et Hirooki Goto participent tous deux au tournoi G1 Climax, au sein de la New Japan Pro Wrestling. Le 7 août, il est annoncé que les deux hommes s'affronteront dans un match où le titre intercontinental IWGP, détenu par Hirooki Goto, ne serait pas mis en jeu.

### Jay Lethal et Shinsuke Nakamura contre reDRagon
Fin juillet, la fédération annonce que Jay Lethal affrontera Bobby Fish pour le titre de la télévision de la ROH et Kyle O'Reilly pour le titre mondial de la ROH lors de All Star Extravaganza VII.

## Matchs
| #                                                                | Matchs, | Stipulation                                                                          | Durée |
| ---------------------------------------------------------------- | --- | ------------------------------------------------------------------------------------ | ----- |
| Dark                                                             | Will Ferrara (en) bat Caprice Coleman | Match simple                                                                         |       |
| 1                                                                | Adam Cole bat Christopher Daniels (avec Frankie Kazarian) | Match simple                                                                         | 11:37 |
| 2                                                                | War Machine (Hanson & Raymond Rowe) battent Killer Elite Squad (David Hart Smith & Lance Hoyt) | Match par équipe                                                                     | 10:05 |
| 3                                                                | Watanabe bat Silas Young, Cedric Alexander (avec Veda Scott (en)), Bushwacker Luke, Donovan Dijak, Moose (avec Stokely Hathaway), Frankie Kazarian, Dalton Castle (avec The Boys) et Adam Page (avec B.J. Whitmer). | Nine Way Elimination match pour être challenger au ROH World Television Championship | 24:53 |
| 4                                                                | The Young Bucks (Nick Jackson & Matt Jackson), Matt Sydal et ACH battent The Kingdom (Michael Bennett & Matt Taven) (avec Maria Kanellis) et Roppongi Vice (Rocky Romero & Baretta)                                 | Eight Man Tag Team match                                                             | 14:38 |
| 5                                                                | Hirooki Goto bat Michael Elgin | Match simple                                                                         | 12:42 |
| 6                                                                | The Briscoe Brothers (Jay Briscoe & Mark Briscoe) battent Time Splitters (Alex Shelley & Kushida) | Match par équipe                                                                     | 16:07 |
| 7                                                                | Kazuchika Okada bat Roderick Strong | Match simple                                                                         | 17:23 |
| 8                                                                | Jay Lethal (avec Truth Martini, J. Diesel et Donovan Dijak) & Shinsuke Nakamura battent reDRagon (Kyle O'Reilly & Bobby Fish)                                                                                       | Match par équipe                                                                     | 21:28 |
| (c) désigne le(s) champion(s) défendant son titre dans le match. | |                                                                                      |       |